# Кралска колегия на хирурзите в Англия
Кралската колегия на хирурзите в Англия (на английски: Royal College of Surgeons of England) е професионална организация на хирурзи (включително стоматологични) в Англия и Уелс.
Регистрирана е и като благотворителна организация, посветена на разпространяването и усъвършенстването на най-високите хирургически стандарти за пациенти.
Историята на колегията може да се проследи назад до XIV век, когато е създадена Гилдията на хирурзите в Лондон. Сдружават се с бръснарите и през XVIII век се отделят в своя организация.
В сградата на централата в Лондон е създаден Музей и художествена галерия „Джон Хънтър“, разполагащ с колекции по анатомия, естествена история и др.